# بابیچف (استان بلگورود)
بابیچف (انگلیسی: Babichev, Belgorod Oblast) یک شهرک در بخش آلکسیفسکی استان بلگورود کشور روسیه است.